# 淨妙寺 (鎌倉市)
淨妙寺（じょうみょうじ）是位在日本神奈川縣鎌倉市的臨濟宗建長寺派寺院。山號「稻荷山」（とうかさん）。本尊釋迦如來、開基（創立者）為足利義兼、開山（初代住持）為退耕行勇。鎌倉五山第五位。境內以「淨妙寺境內」被指定為國之史跡。

## 關連項目
- 日本禪宗

## 外部連結
- 國指定文化財等データベース （页面存档备份，存于）